# وهات چر (آیووا)
وهات چر (به انگلیسی: What Cheer) شهری در ایالت آیووا کشور ایالات متحده آمریکا است که جمعیت آن در سرشماری سال ۲۰۱۰ میلادی، ۶۴۶ نفر بوده‌است.